# Anselm Zurfluh
Pour les articles homonymes, voir Zurfluh.
Anselm Zurfluh, né le 22 août 1953 à Zurich et citoyen de Silenen dans le canton d'Uri, est un historien suisse.

## Biographie
Il a fait ses études à l’Université de Nice en histoire et en ethnologie sur les sujets : « Une population alpine dans la Confédération, Uri aux XVIIe et XVIIIe siècles, démographie et mentalités » et « Analyse ethno-historique d’un „isolat“ démographique et socio-culturel du monde alpin alémanique, Uri - Suisse : cohérence et dynamique d’un modèle culturel traditionnel ». Il termine ses études avec une habilitation « Histoire universelle, histoire nationale, histoire régionale, histoire personnelle ; Propos épistémologiques sur l’interaction entre société, recherche historique et individu ».
Il a été professeur au lycée d’Einsiedeln (1981-1990), assistant à l’Université d'Avignon, fondateur et éditeur du Thesis Verlag à Zurich, chercheur spécialisé sur l'histoire des civilisations au XVIIe siècle et conseiller personnel du recteur de l'Académie de Nice. Il est depuis 2002 éditeur pour les Éditions de Penthes et directeur de l’Institut et du Musée des Suisses dans le monde jusqu'à sa fermeture en 2022. 
Depuis 2017, il parcourt le monde en réalisant son rêve d'enfant - être un globetrotter.

## Publications
- Une Population alpine dans la Confédération : Uri aux XVIIe – XIXe siècles, Paris, Economica, coll. « Histoire », 1988, 607 p.[3].
- Un monde contre le changement, une culture au cœur des Alpes, Uri en Suisse, XVIIe – XXe siècles, Economica, Paris 1993, 275 p.[4].
- Uri, Modell einer traditionellen Welt ? Eine ethno-geschichtliche Studie über die Urner Mentalität, Thesis Verlag, Zurich 1994, 388 p.
- L’Arc Alpin, Histoire et Géopolitique d’un espace européen, Economica/Thesis, Paris/Zurich, 1998, 156 p.
- Werkausgabe der Korrespondenz von Sebastian Peregrin Zwyer von Evebach (1597-1661), Éditions Thesis, Zurich 1991-2006, 6210 p.
- ¿Superpoblación? RIALP, Madrid 1992, 250 p.,
- L’identité européenne, des valeurs communes pour un avenir commun, Éditions de Penthes/Novalis 2001, 125 p.